# Osterzgebirgstäler
Osterzgebirgstäler este o arie protejată (arie de protecție specială avifaunistică — SPA) din Germania întinsă pe o suprafață de 4.894 ha, integral pe uscat.

## Localizare
Centrul sitului Osterzgebirgstäler este situat la coordonatele 50°48′18″N 13°55′48″E / 50.805°N 13.93°E.

## Înființare
Situl Osterzgebirgstäler a fost declarat arie de protecție specială avifaunistică în noiembrie 2006 pentru a proteja 22 de specii de animale.

## Biodiversitate
Situată în ecoregiunea continentală, aria protejată nu include niciun habitat protejat.
La baza desemnării sitului se află mai multe specii protejate de  păsări (22): pescăruș albastru (Alcedo atthis), rață mică (Anas crecca crecca), Anas platyrhynchos platyrhynchos, Ardea cinerea cinerea, buha (Bubo bubo), barză neagră (Ciconia nigra), cristeiul de câmp (Crex crex), ciocănitoare neagră (Dryocopus martius), șoimul rândunelelor (Falco subbuteo), muscar (Ficedula parva), ciuvică (Glaucidium passerinum), capîntortură (Jynx torquilla), sfrâncioc roșiatic (Lanius collurio), gaia neagră (Milvus migrans), gaia roșie (Milvus milvus), viespar (Pernis apivorus), bătăuș (Philomachus pugnax), ciocănitoare verzuie (Picus canus), mărăcinar (Saxicola rubetra), silvie porumbacă (Sylvia nisoria), cocoșul de mesteacăn (Tetrao tetrix tetrix), nagâț (Vanellus vanellus).